# 鹤首马先蒿多叶亚种
鹤首马先蒿多叶亚种（学名：Pedicularis gruina sp. polyphylla）为玄参科马先蒿属下的一个亚种。

## 扩展阅读
- 維基物種上的相關：鹤首马先蒿多叶亚种